# Aimar Sher
Aimar Sher (* 20. Dezember 2002 im Irak) ist ein schwedischer Fußballspieler irakischer Herkunft. Der defensive Mittelfeldspieler steht bei Spezia Calcio unter Vertrag und ist aktuell an den FC Groningen verliehen. Er ist ehemaliger schwedischer Nachwuchsnationalspieler.

## Karriere

### Verein
Aimar Sher, dessen Vorname eine Hommage an den ehemaligen argentinischen Fußballnationalspieler Pablo Aimar ist, wurde im Irak geboren und zog im Alter von vier Jahren mit seiner Familie nach Schweden. Er begann mit dem Fußballspielen in Stockholm bei Mälarhöjdens IK, bevor er über Enskede IK in die Jugend von Hammarby IF wechselte. Der Verein ist einer von zwei Erstligisten, die in Stockholm ansässig sind. Sein Debüt als Profi in der Allsvenskan, der ersten schwedischen Liga, gab er am 25. September 2019, als er im Alter von 16 Jahren beim 3:1-Auswärtssieg gegen IK Sirius kurz vor Schluss für Muamer Tankovic eingewechselt wurde. Zuvor, am 21. August 2019, war er in der zweiten Runde des schwedischen Pokals beim 3:1-Auswärtssieg gegen den Drittligisten IFK Luleå zum Einsatz gekommen. In der Saison 2020 kam Sher regelmäßiger zum Einsatz, des Weiteren lief er dank eines Zweitspielrechts nebenbei für den Drittligisten IK Frej auf.

### Nationalmannschaft
Gegenwärtig ist Aimar Sher schwedischer Nachwuchsnationalspieler. Er lief dabei sowohl für die U16-Nationalmannschaft als auch für die U17-Junioren auf, derzeit steht er im Kader der U19-Junioren.

## Erfolge
Hammarby IF
- Schwedischer Pokalsieger: 2021